# Volvo LV76
Volvo LV76 är en lastbil, tillverkad av den svenska biltillverkaren Volvo mellan 1934 och 1940.

## Historik
1934 introducerade Volvo sin lätta LV76-serie. Bilen fanns i tre utföranden: LV76 med en lastvikt på 1 ton, LV77 med en lastvikt på 1,25 ton och LV78 med en lastvikt på 1,5 ton. 1935 moderniserades bilen med en strömlinjeformad kylarmaskering och den större EC-motorn.
1936 kompletterades programmet med den kraftiga LV79.

## Motorer
| Modell  | Årsmodell | Motor                  | Cylindervolym | Effekt | Bränslesystem           |
| ------- | --------- | ---------------------- | ------------- | ------ | ----------------------- |
| LV76-78 | 1934      | EB: 6-cyl radmotor sv  | 3366 cm³      | 65 hk  | Enkel förgasare         |
| LV76-79 | 1935-40   | EC: 6-cyl radmotor sv  | 3670 cm³      | 75 hk  | Enkel förgasare         |
| LV79    | 1940      | ECG: 6-cyl radmotor sv | 3670 cm³      | 50 hk  | Enkel förgasare, gengas |